# Vilar Seco de Lomba
Vilar Seco de Lomba is een plaats (freguesia) in de Portugese gemeente Vinhais en telt 292 inwoners (2001).